# هديومة بلجيانية
هديومة بلجيانية أو فوتنج كاذب بلجياني أو نعناع نفاذ بلجياني أو نعنع الماء الأمريكي (الاسم العلمي:Hedeoma pulegioides) هي نوع من النباتات تتبع جنس الهديومة من الفصيلة الشفوية.